# David Rumph Jones
Pour les articles homonymes, voir David Jones et Jones.
David Rumph Jones (5 avril 1825 - 15 janvier 1863) est un général confédéré de la guerre de Sécession.

## Avant la guerre
Jones naît à Orangeburg, Caroline du Sud. Par son mariage avec Sarah Taylor, fille du brigadier général Joseph Pannell Taylor, il est le neveu de Zachary Taylor, le douzième président des États-Unis, et un cousin de Jefferson Davis et de Richard Taylor. Il est diplômé de l'académie militaire de West Point en 1846 et participe à la guerre américano-mexicaine.

## Guerre de Sécession
Jones est nommé brigadier général dans l'armée des États confédérés le 17 juin 1861, et major général le 11 octobre 1862. Il commande une brigade dans l'armée confédérée du Potomac du brigadier général P.G.T. Beauregard lors de la première bataille de Bull Run et puis une brigade dans la division du major général John B. Magruder lors de la campagne de la Péninsule. Lors de la bataille des sept jours, il commande temporairement la division lorsque Magruder sert en tant que commandant d'aile. Lorsque Magruder part pour le théâtre occidental, Jones reçoit un commandement permanent, menant ses troupes lors de la seconde bataille de Bull Run et la bataille d'Antietam, et dans les deux cas sous le commandement du major général James Longstreet. À Antietam, sa division tient le flanc droit de l'armée de Virginie du Nord quand le IXe corps de l'Union attaque. La tension de la campagne aggrave ses problèmes cardiaques et Jones meurt à Richmond (Virginie) en janvier 1863. Il est enterré là-bas, au Hollywood Cemetery.
Après la mort de Jones, sa division est dispersée et ses brigades sont réaffectées dans les divisions de Lafayette McLaws et John Hood.

## Bibliothèque
- Eicher, John H., and David J. Eicher. Civil War High Commands. Stanford, CA: Stanford University Press, 2001.  (ISBN 0-8047-3641-3).